# 2002年ソルトレークシティオリンピックのイタリア選手団
2002年ソルトレークシティオリンピックのイタリア選手団（2002ねんソルトレークシティオリンピックのイタリアせんしゅだん）は、2002年2月8日から2月24日までアメリカ合衆国のソルトレイクシティで開催された2002年ソルトレークシティオリンピックのイタリア選手団、およびその競技結果。

## 概要
今大会は、金メダルは4個、銀メダル4個、銅メダル5個、合計13個のメダルを獲得した。
フィギュアスケートのアイスダンスでは、バーバラ・フーザル＝ポリ＆マウリツィオ・マルガリオ組がイタリア勢としてオリンピックのフィギュアスケート競技初のメダルとなる銅メダルを獲得した。

## メダル
| メダル | 選手名 | 競技                   | 種目               |
| ------ | --- | ---------------------- | ------------------ |
| 金     | ダニエラ・チェッカレッリ                                                                                           | アルペンスキー         | 女子スーパー大回転 |
| 金     | ステファーニア・ベルモンド                                                                                         | クロスカントリースキー | 女子15kmフリー     |
| 金     | ガブリエラ・パルッツィ                                                                                             | クロスカントリースキー | 女子30kmクラシカル |
| 金     | アルミン・ツェゲラー                                                                                               | リュージュ             | 男子1人乗り        |
| 銀     | イゾルデ・コストナー                                                                                               | アルペンスキー         | 女子滑降           |
| 銀     | ジョルジョ・ディチェンタ ファビオ・メイ ピエトロ・ピレル・コットレル クリスチャン・ゾルジ                          | クロスカントリースキー | 男子4×10kmリレー   |
| 銀     | ステファーニア・ベルモンド                                                                                         | クロスカントリースキー | 女子30kmクラシカル |
| 銀     | ミケーレ・アントニオーリ マウリツィオ・カルニーノ ファビオ・カルタ ニコラ・フランチェスキーナ ニコラ・ロディガーリ | ショートトラック       | 男子5000mリレー    |
| 銅     | カレン・プッツァー                                                                                                 | アルペンスキー         | 女子スーパー大回転 |
| 銅     | クリスチャン・ゾルジ                                                                                               | クロスカントリースキー | 男子スプリント     |
| 銅     | ステファーニア・ベルモンド                                                                                         | クロスカントリースキー | 女子10kmクラシカル |
| 銅     | バーバラ・フーザル＝ポリ マウリツィオ・マルガリオ                                                                  | フィギュアスケート     | アイスダンス       |
| 銅     | リディア・トレッテル                                                                                               | スノーボード           | 女子パラレル大回転 |